# Proconura ishiii
Proconura ishiii är en stekelart som först beskrevs av Akinobu Habu 1961.  Proconura ishiii ingår i släktet Proconura och familjen bredlårsteklar. Inga underarter finns listade i Catalogue of Life.